# De Magische Klok
De Magische Klok is een sprookjesuitbeelding in het Sprookjesbos van het Nederlandse attractiepark de Efteling. De uitbeelding stamt uit 1952 en is daarmee al sinds de opening van het Sprookjesbos in het park te vinden. 
De Magische Klok bevindt zich in een hoek van het Herautenplein. Een kleine klokkentoren wordt geflankeerd door zes identieke beelden van prinsen (soms aangeduid als "herauten") die op trompetten blazen wanneer de klok wordt geluid. 
De uitbeelding is ontworpen door Anton Pieck en wordt begeleid door een verhaal dat is ingesproken door Peter Reijnders. Als achtergrondmuziek bij dit verhaal wordt gebruikgemaakt van het nummer By the Sleepy Lagoon van de Britse componist Eric Coates.  

## Het verhaal
Het verhaal gaat over zes koningszonen die bij een tovenaar een klok bestellen. Als de klok na twee jaar klaar is, hebben de koningszonen niet genoeg geld meer om de klok te betalen. De tovenaar gaat op pad om te proberen de klok te verkopen. Slimme Toon is het knechtje van de tovenaar en als de tovenaar weg is, gaat hij naar de koningszonen. Hij vertelt ze dat ze de klok voor veel minder geld kunnen meenemen en de koningszonen gaan met hem mee. Ze zijn echter de klepel van de klok vergeten en Slimme Toon gaat deze halen. 
De tovenaar is intussen moe van het lopen en rust wat uit. Dan ziet hij Slimme Toon met de klepel en besluit hem te volgen. Bij het kasteel aangekomen begrijpt hij alles en hij tovert de koningszonen om in stenen beelden die elk kwartier op hun trompet moeten blazen. Slimme Toon moet voor altijd op de toren blijven zitten om de bel te luiden. 

## Trivia
- Het uiterlijk van de herauten is tweemaal vernieuwd: een eerste maal in de loop van de jaren '80 en een tweede maal in 2012.

Lijst van attracties in de Efteling · Lijst van sprookjes in de Efteling · Afbeeldingen